# Celinnyje Ziemli
Celinnyje Ziemli (ros. Целинные Земли) – osiedle w Rosji, w obwodzie irkuckim, w rejonie tułuńskim. W 2010 liczyło 549 mieszkańców.